# Formule economice (economie financiară)

## Bilanț generațional
- Datoria netă a statului: {\displaystyle B_{t}^{g}}, în anul de bază, {\displaystyle t}
- Numărul de ani: {\displaystyle D}
- Numărul de bărbați: {\displaystyle b}
- Numărul de femei: {\displaystyle f}
- Plăți nete: {\displaystyle N_{t,k}}
  - {\displaystyle N_{t,k}=N_{t,k}^{b}+N_{t,k}^{f}=\sum _{s=t}^{k+D}T_{s,k}^{b}P_{s,k}^{b}(1-r)^{t-s}+\sum _{s=t}^{k+D}T_{s,k}^{f}P_{s,k}^{f}(1-r)^{t-s}}
  - Taxe medii nete în anul {\displaystyle s}, pe care le-a efectuat un bărbat născut în anul {\displaystyle k}: {\displaystyle T_{s,k}^{b}}
  - Taxe medii nete în anul {\displaystyle s}, pe care le-a efectuat o femeie născută în anul {\displaystyle k}: {\displaystyle T_{s,k}^{f}}
  - Numărul bărbaților supraviețuitori, aparținând cohortei corespunzătoare anului {\displaystyle s}: {\displaystyle P_{s,k}^{b}}
  - Numărul femeilor supraviețuitore, aparținând cohortei corespunzătoare anului {\displaystyle s}: {\displaystyle P_{s,k}^{f}}
  - Rata exogenă de discont: {\displaystyle r}
- Plăți nete ale generațiilor în viață: {\displaystyle \sum _{s=0}^{D}N_{t,t-s}}
- Plăți nete ale generațiilor viitoare: {\displaystyle \sum _{s=1}^{\infty }N_{t,t+s}}
  - Restricția bugetară intertemporală a statului: {\displaystyle B_{t}^{g}=\sum _{s=0}^{D}N_{t,t-s}+\sum _{s=1}^{\infty }N_{t,t+s}}

- Suma diferitelor taxe sau transferuri {\displaystyle i} pe care individul le plătește sau le primește de la fisc:
  - Taxa sau contribuția unui bărbat care în anul {\displaystyle s} are vârsta {\displaystyle a=s-k}: {\displaystyle T_{s,k}^{b}=\sum _{i}h_{s-k,i,s}^{b}}
  - Taxa sau contribuția unei femei care în anul {\displaystyle s} are vârsta {\displaystyle a=s-k}: {\displaystyle T_{s,k}^{f}=\sum _{i}h_{s-k,i,s}^{f}}

- Progresul tehnologic: {\displaystyle g}
- Supoziția că toate generațiile vor fi influențate de o politică fiscală ale cărei fluxuri de venituri și cheltuieli vor crește cu rata {\displaystyle g}: {\displaystyle h_{a,i,s}^{b}=h_{a,i,t}^{b}(1+g)^{s-t}}
- Valoarea curentă a plăților nete viitoare pe cap de locuitor al generației corespunzătoare
  - {\displaystyle GA_{t,k}={\frac {N_{t,k}}{P_{t,k}}}}
  - {\displaystyle GA_{t,k}^{b}={\frac {N_{t,k}^{b}}{P_{t,k}^{b}}}}
  - {\displaystyle GA_{t,k}^{f}={\frac {N_{t,k}^{f}}{P_{t,k}^{f}}}}

- Datoria efectivă a statului: {\displaystyle DE_{t}=B_{t}^{g}-\sum _{k=t-D}^{\infty }N_{t,k}}